# Pfarrkirche Biberwier

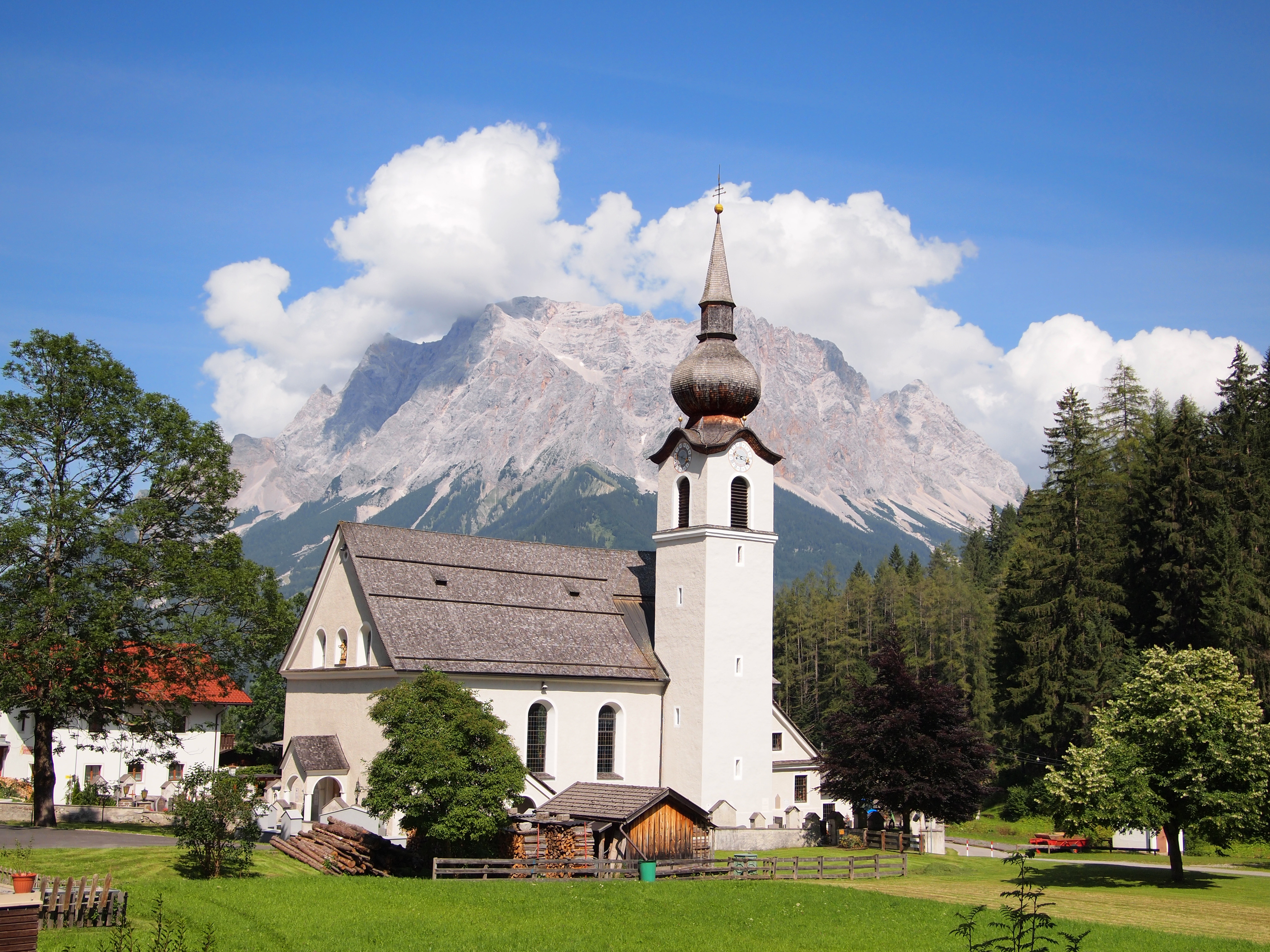
Katholische Pfarrkirche hl. Josef in Biberwier

Langhaus, Blick zum Chor

Langhaus Deckenfresko Heilige Familie auf der Flucht

Langhaus, Blick zur Empore

Die Pfarrkirche Biberwier steht an der Ostseite des Pfarrplatzes in der Gemeinde Biberwier im Bezirk Reutte im Bundesland Tirol. Die dem Patrozinium hl. Josef von Nazareth unterstellte römisch-katholische Pfarrkirche gehört zum Dekanat Breitenwang in der Diözese Innsbruck. Die Kirche und der Friedhof stehen unter Denkmalschutz (Listeneintrag).

## Geschichte
Anfänglich bei der Pfarre Imst, ging der Ort 1423 an die Pfarre Lermoos. 1690 Kaplanei, 1830 Expositur, 1864 Kuratie, 1891 wurde die Kirche zur Pfarrkirche erhoben.
Urkundlich wurde 1686 erstmals eine Kirche erwähnt, sie wurde 1688 geweiht. Von 1827 bis 1830 erfolgte der Neubau der Kirche.

## Architektur
Der einheitliche klassizistische Kirchenbau unter einem Satteldach mit einem Südturm am Chor ist von einem Friedhof umgeben.
Der zweigeschoßige Südturm hat rundbogige Schallfenster und trägt über geschwungenen Giebeln eine Zwiebelhaube mit einer Laterne. Vor der Hauptfront mit einem Fassadengiebel mit Nischen steht ein Portalvorbau auf vier Säulen. In den Nischen steht die Schnitzgruppe Maria, Josef und Jesus von Josef Witwer, vom 1688 geweihten Vorgängerbau übernommen. Das Kruzifix an der Fassade entstand am Anfang des 19. Jahrhunderts.
Das Kircheninnere zeigt ein vierjochiges Langhaus unter einem Tonnengewölbe über einem umlaufenden Gesims auf breiten Pilastern mit Eierstabkapitellen und hohen Sockeln. Der eingezogene Chor hat einen runden Schluss und ein Tonnengewölbe auf einem umlaufenden Gesims. Die Doppelempore steht auf je zwei Säulen.
Die Fresken Anbetung der Hirten im Chor und Maria Immaculata im Langhaus mit seitlichen Blumenvasen und Bouquets malte Albert Stolz aus Bozen.

## Einrichtung
Der neuromanische Hochaltar mit einem Rundbogenabschluss und einer einfachen Säulenstellung und mit einem vorgesetzten durch vier Säulen gegliederten Tabernakel zeigt das Hochaltarbild Tod Josefs, gemalt von Martin Alois Stadler. Der Altar trägt die Seitenfiguren der Heiligen Barbara und Nikolaus, das Oberbild zeigt ein Relief mit Putten mit den Symbolen Liebe, Glaube und Hoffnung von Franz Xaver Renn 1832.
Die Orgel baute Johann Georg Gröber 1843. Eine Glocke nennt Hainrich Reinhart 1618.

## Friedhof
An der Südwand der Kirche steht ein Kriegerdenkmal mit einer Pietà vom Bildhauer Roman Fasser.

## Totenkapelle
An der Rundapsis der Pfarrkirche ist eine Totenkapelle angebaut. Das rechteckige Kapelleninnere hat ein Tonnengewölbe mit einem umlaufenden Gesims. Der Altar mit gewundenen Säulen zeigt das Bild Maria und Jesus als Fürbitter der Sünder im Fegefeuer dem Maler Martin Alois Stadler um 1830 zugeschrieben und im Auszug das Bild Gottvater. Der Altar trägt Figuren der Heiligen Johannes der Täufer und Barbara, in den Sockennischen Franziskus und Antonius und seitlich Petrus und Paulus, alle Josef Witwer um 1686/1688 zugeschrieben.